# Larry Murray
Larry Murray (Waycross, 1937/38 - ?) is een Amerikaans singer-songwriter, gitarist en muziek- en televisieproducent. Hij speelde in verschillende bands met bluegrass-, folk- en countrymuziek en schreef verschillende shows voor televisie. De nummer 1-hit Be my day van de Nederlandse band The Cats uit 1974 werd door hem geschreven.

## Biografie
Murray werd geboren op een boerderij in Waycross, Georgia, en werd opgevoed door zijn grootmoeder. Toen hij achttien jaar oud was, vertrok hij van huis en ging hij met zijn gitaar liftend door het land. Hij werkte een tijd voor de spoorwegen en in de marine. Vervolgens studeerde hij mariene biologie aan de Universiteit van Californië in San Diego en zong ernaast in clubs en bars. Vervolgens werkte hij als mariene bioloog bij het Scripps institute of Oceanography dat deel uitmaakt van de universiteit, tot hij bedacht dat de wereld een paar toegewijde biologen nodig heeft en niet een hoop middelmatige zoals hij. Sindsdien wijdt hij zijn leven aan de muziek.
Hij speelde van 1962 tot 1963 in The Scottsville Squirrel Barkers, samen met onder meer Chris Hillman (later The Byrds) en Bernie Leadon (later Eagles). Nadat de band uit elkaar was gegaan, speelde hij nog in verschillende andere bands, waaronder de Green Grass Group waarin ook Hillman meespeelde. Rond 1967 richtte hij de band Hearts and Flowers op, waarvan hij zelf de leadzanger was; Leadon speelde mee op het tweede album van de band. In 1970 kwam hij met Sweet Country Sweet, het enige soloalbum dat hij in zijn leven uitbracht. Dit album heeft naar zijn zeggen een autobiografisch karakter. 
Verder is hij schrijver van televisieshows. In de jaren zestig schreef hij voor de Johnny Cash Show, de Glen Campbell Show en de Smithers Brothers Show. Begin jaren zeventig werkte hij samen met Myles Harmon aan shows voor televisiestations aan de Westkust waarin artiesten optraden als Mel Tillis en Billy Edd Wheeler.
Verder is hij songwriter. Zijn lied Six White Horses werd vertolkt door Tommy Cash en scoorde in 1970 hoog in de countryhitlijsten. Een ander lied is Mama Lou, dat werd opgevoerd door Penny De Haven. In 1974 kwam de Nederlandse band The Cats met het door hem geschreven lied Be my day, dat een nummer 1-notering behaalde en meer dan tien jaar in de Top 2000 van Radio 2 heeft gestaan. Murray was in trek bij The Cats in deze periode. Zo brachten zij in 1975 ook zijn nummers Hard to be friends en Like a Spanish song uit op single en plaatsten verder nog zijn nummer Lights of Magdala op hun kerst-elpee We wish you a merry Christmas. Verder is Murray medecomponist van Another side of me, de titelsong van het soloalbum van Cats-lid Cees Veerman uit 1976, dat in 1977 op single verscheen.
In de zomer van 1971 keerde hij naar het oostelijke deel van de VS terug, om zich in Nashville met countrydingen bezig te houden. Volgens een interview uit 1971 is dat het leven dat hij kent, waardoor hij daar het beste over kan schrijven. Murray was in de jaren vijftig ook al in Nashville, maar kreeg daar toen geen gehoor voor zijn muziek. In 1971 zou dat voor jonge muzikanten niet zijn veranderd: Er zijn taxichauffeurs hier die gitaarspelen zoals ik nooit zal spelen, aldus Murray toen.